# Guarda-fogo
O guarda-fogo é uma parede construída entre prédios contíguos, a fim de evitar a comunicação de fogo.
É chamada da mesma forma a tela que entremeia o ocupante de um quarto e uma lareira, com a função principal de reduzir o desconforto causado pelo calor excessivo que irradia dela.